# Veliki Tabor
Veliki Tabor – średniowieczny zamek w Chorwacji, w żupanii krapińsko-zagorskiej, w Humie Košničkim, na terenie Hrvatskiego zagorja.

## Historia
Powstał prawdopodobnie w drugiej połowie XV wieku. Pierwsza historyczna wzmianka o nim (jako Naghthabor) pochodzi z 1497 roku. Nazywany był również Vingradem. Po zakończeniu I wojny światowej służył jako więzienie. W latach 1919–1938 należał do malarza Otona Ivekovicia.